# フィンランドの世界遺産
 フィンランドの世界遺産 （フィンランドのせかいいさん）はユネスコの世界遺産に登録されているフィンランド国内の文化・自然遺産の一覧。

## 文化遺産
- ラウマ旧市街 - （1991年）
- スオメンリンナの要塞 - （1991年）
- ペタヤヴェシの古い教会 - （1994年）
- ヴェルラ砕木・板紙工場 - （1996年）
- サンマルラハデンマキの青銅器時代の石塚群 - （1999年）
- シュトルーヴェの測地弧 - （2005年）

## 自然遺産
- ヘーガ・クステンとクヴァルケン群島 - （2000年、2006年）

## 複合遺産
なし